# Arivechi
Arivechi är en ort i Mexiko.   Den ligger i kommunen Arivechi och delstaten Sonora, i den nordvästra delen av landet, 1 500 km nordväst om huvudstaden Mexico City. Arivechi ligger 497 meter över havet och antalet invånare är 743.
Terrängen runt Arivechi är huvudsakligen kuperad, men den allra närmaste omgivningen är platt. Runt Arivechi är det mycket glesbefolkat, med 2 invånare per kvadratkilometer. Närmaste större samhälle är Sahuaripa, 14,8 km norr om Arivechi. I omgivningarna runt Arivechi växer huvudsakligen savannskog.